# 海神廟

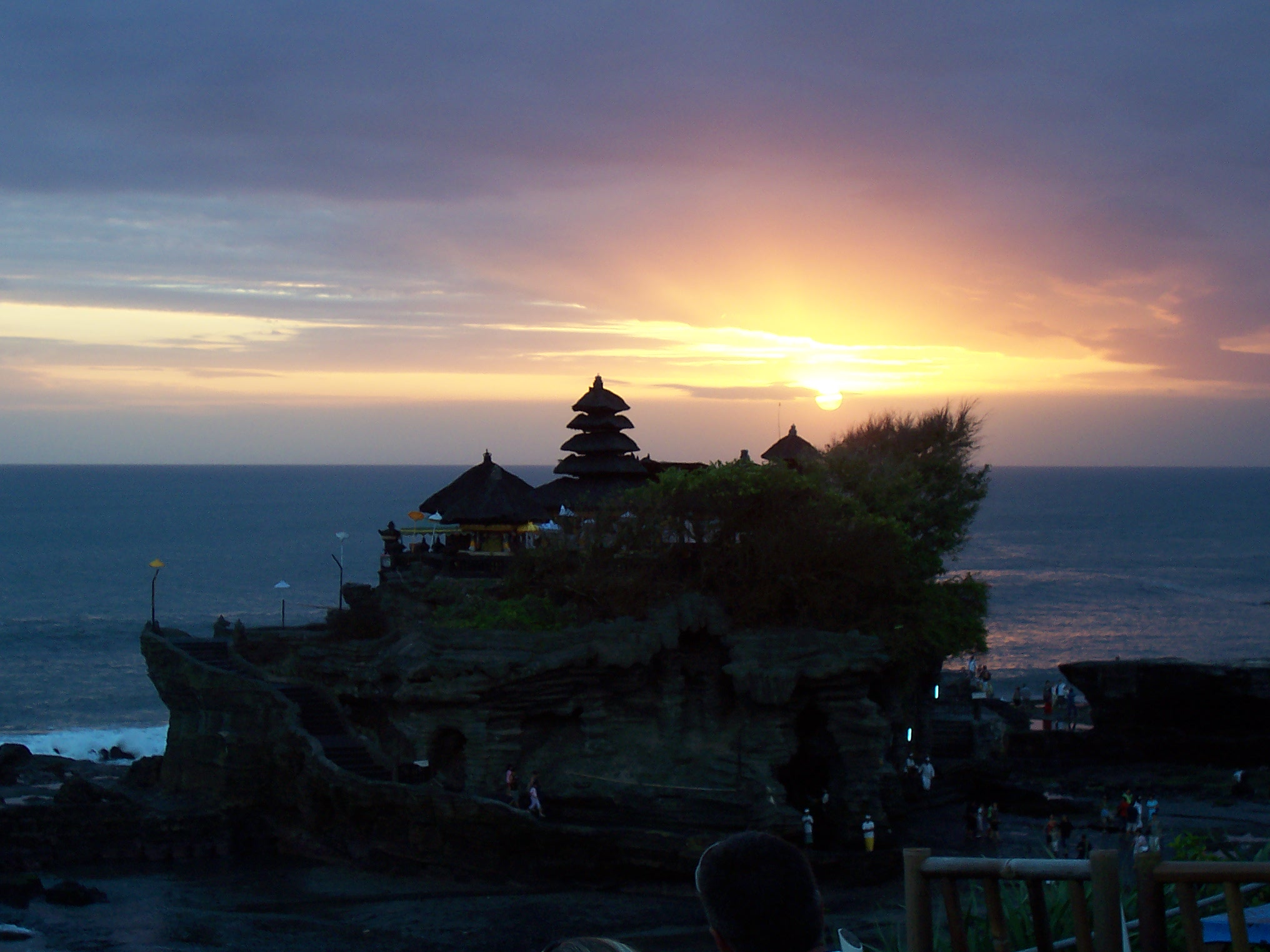
海神廟日落

海神廟位於印尼峇里島中西部海岸，為峇里島最重要的海岸廟宇之一。海神廟原文Tanah Lot在峇里語意指「海中的陸地」。

## 地理
海神廟位於塔巴南，距丹帕沙約20公里，蓋在一個經海水沖刷而形成的離岸大岩石上，在海水漲潮時，與其連接的通道會被淹沒，無法通行，必須等待退潮才能進入廟宇參觀。海神廟是峇里島七座濱臨海岸廟宇的其中之一，每一座都在彼此視力可達範圍之內，形成一個西南岸的廟宇群。

## 傳說
海神廟據說是由15世紀時，一位來自爪哇岛的印度教僧侶，名叫Danghyang Nirartha所建立。他在南部遊覽時，因看到這邊有塊岩石發出耀眼的光芒而決定在此休息。Nirartha認為此地是個可祭拜海神的聖地，之後吩咐漁夫在岩石上蓋起這座廟。往後的幾世紀，海神廟成了峇里神話的一部分， 據說在建造廟宇的時候，遇到了大風浪的侵襲，在岌岌可危之時，Nirartha便解開身上繫的腰帶丟入海中，這個腰帶就變化成一條大海蛇保護廟宇不受侵襲。此外據說海神廟底座的海蝕洞裡會出現顏色黑白相間的海蛇守護此廟宇，防止惡靈和入侵者的騷擾。

## 旅遊
海神廟是峇里島著名的旅遊景點，高度的商業化，欲參觀的旅客需支付參觀費。到達海神廟前，遊客需走過一條充斥著峇里島式禮品店的道路。附近也設有餐廳，供遊客休憩。海神廟以其夕陽西下的美景最為知名。

## 外部連結
- Tanah Lot on Wikivoyage

8°38′24″S 115°06′00″E / 8.640°S 115.100°E